# 水道メーカー一覧
水道メーカー一覧（すいどうメーカーいちらん）は日本の水道（上水道・給水・排水・下水道）関係の機材・資材・製品を製造販売する会社を五十音順にリストした一覧である。ホース、メーター等一商品に特化した会社も含む。

## A〜Z
- KITZ
- KVK
- KWC
- LIXIL
- TOTO

## あ行
- アイエス工業所 - ボールタップ、定水位弁の製造
- 愛知時計電機 - 計測器、水道メーター
- 青木メタル - 水道管および継手、絶縁フレキ、排水管継手
- アカギ - 配管支持金具
- アキレス - フレキシブルジョイント
- アクアス - 水処理用装置・薬剤
- ASAHI EITOホールディングス - 旧・アサヒ衛陶。2023年6月に持株会社に移行し、社名変更。
- アタカ大機 - 水処理用装置
- アメリカンスタンダード
- 伊奈精機 - INAXの水栓金具の専属協力会社
- イノアックコーポレーション - 樹脂管、保温材
- 荏原製作所 - ポンプ、浄水設備、排水処理装置
- オルガノ - 水処理用装置・薬剤

## か行
- カクダイ
- 兼工業 - バルブ、ボールタップ
- 川本製作所 - ポンプ、加圧給水装置
- 喜多村合金製作所（MYM）- 継手、水栓。2008年3月、同じ岐阜県の同業者のKVKに事業を譲渡した。
- キッツ - 給水設備用メータユニット、給水装置装置用バルブ、エコパイプ。ほかにビル・住宅設備用製品、消防設備用製品、上下水道用製品
- 協成 - 鋼管、フレキシブルパイプ、継手
- クボタ - 鋳鉄管
- クボタケミックス - 水道用硬質ポリ塩化ビニル管・継手、水道配水用ポリエチレン管・継手、下水道用硬質塩化ビニル管など。
- グローエジャパン - ドイツの水栓メーカー・フリードリッヒグローエ社の日本法人
- 川西水道機器 - 水道用管継手の専門メーカー
- 栗田工業 - 用水処理事業、排水処理事業
- コーラー

## さ行
- 佐野鐵工
- 澤久工業 - 配管継手用金具ほか
- SANEI - バルブ、水栓、排水金具
- シーケー金属 - 継手、給湯・給水用プラスチック配管システム部材
- ジャニス工業
- ジェイトップ・ユーコー（YuKo）- カクダイの子会社
- 杉山バルブ製作所（スギヤマ）
- 積水化学工業

## た行
- 大成機工 - 管類、継手、バルブ、水道用特殊継手類
- ダイドレ - 排水金具、マンホールカバー
- タカギ
- タブチ（TBC）- サドル分水栓、継手、止水栓、逆流防止弁、屋内用配管部材、給水栓
- トヨックス - ホースの製造・販売
- 東芝 - 浄水場、終末処理場、ポンプ場および配水池の電気設備、計装設備、監視制御設備
- 東洋計器
- 東レ

## な行
- ナゴヤ - 継手、フランジ
- 日栄インテック - 配管支持金具
- ニッコク - メーター製造・販売。社長である御法川法男（芸名・みのもんた）の芸能マネージメントも手掛ける。
- 日新電機 - 浄水場、終末処理場、ポンプ場および配水池の電気設備、計装設備、監視制御設備

## は行
- パナソニック
- ハンザ
- ハンズグローエ
- 東尾メック - ステンレス鋼管用継手、銅管用継手、樹脂管用継手
- 日立製作所 - 浄水場、終末処理場、ポンプ場および配水池の電気設備、計装設備、監視制御設備
- フソウ
- ファインテック高橋
- ブリヂストン - 樹脂配管システム「プッシュロックII」
- 北英リビング（ボールタップ）

## ま行
- 前澤工業 - バルブ、水処理装置
- 前田バルブ工業（MVK）- 埋設用給水装置 ポリエチレン管用継手、止水栓バルブ（メーターバルブ）、サドル付分水栓
- 水空間
- 水生活製作所（MIZSEI）- 旧・早川バルブ製作所
- ミズタニバルブ工業（ミズタニ） - 住設機器類、水栓、排水金具、ドイツの水栓メーカー・ハンザ社とKWC社の日本総代理店
- 三菱重工業 - ポンプ設備
- 三菱電機 - 浄水場、終末処理場、ポンプ場および配水池の電気設備、計装設備、監視制御設備
- ミヤコ - 排水金具、給水栓、配管用副資材
- 明和工業 - 上水道用仮設資材レンタル、各種上水道機器製造
- メタウォーター - 浄水場、終末処理場、ポンプ場および配水池の電気設備、計装設備、監視制御設備
- モーエン（MOEN）

## や行
- 大和バルブ - バルブ類
- ヤンマー産業
- 友工社（YūKō）
- 吉年 - 管継手、フランジ、防災用五方継手「くらげくん」

## ら行
- リケン - 継手類
- リス興業
- リンナイ - 給湯器、ガス機器メーター

## わ行
- 渡辺パイプ